# Störungstheorie (Quantenmechanik)
Die Störungstheorie ist eine wichtige Methode der theoretischen Physik, die Auswirkungen einer kleinen Störung auf ein analytisch lösbares System untersucht. Vor der Erfindung des Computers war es nur durch solche Methoden möglich, Näherungslösungen für analytisch nicht geschlossen lösbare Probleme zu finden. Entwickelt wurden ihre Methoden in der klassischen Physik (siehe Störungstheorie (Klassische Physik)) zunächst vor allem im Rahmen der Himmelsmechanik, bei der die Abweichungen der Planetenbahnen von der exakten Lösung des Zweikörperproblems, also den Ellipsen, durch Wechselwirkung mit anderen Himmelskörpern untersucht wurden.
Wie auch in der klassischen Mechanik wird in der Quantenmechanik die Störungstheorie dazu verwendet, Probleme zu lösen, bei denen ein exakt lösbares Grundsystem einer kleinen Störung ausgesetzt ist. Das kann ein äußeres Feld sein oder die Wechselwirkung mit einem anderen System, Beispiele hierfür sind das Heliumatom und andere einfache Mehrkörperprobleme. Allerdings dienen die hier vorgestellten Methoden nicht dazu, echte Mehrteilchenprobleme (im Sinne einer großen Teilchenzahl) zu lösen – dazu verwendet man Verfahren wie die Hartree-Fock-Methode oder die Dichtefunktionaltheorie. Außerdem können einfache Störungen durch zeitabhängige Felder beschrieben werden, deren korrekte Beschreibung jedoch erst durch eine Quantenfeldtheorie erfolgt.

## Zeitunabhängige Störungstheorie nach Schrödinger
Die stationäre (oder zeitunabhängige) Störungstheorie kann bei Systemen angewendet werden, bei denen der Hamiltonoperator aus einem diagonalisierbaren Anteil und genau einer Störung besteht, die beide zeitunabhängig sind:
{\displaystyle \displaystyle H=H_{0}+\lambda H_{1}}
Dabei soll der reelle Parameter {\displaystyle \lambda } so klein sein, dass die Störung das Spektrum von {\displaystyle H_{0}} nicht zu sehr verändert. Für die Konvergenz der Störungsreihe gibt es allerdings keine genauen Regeln; sie muss im konkreten Fall explizit nachgeprüft werden. Im Folgenden seien zum ungestörten Hamiltonoperator {\displaystyle H_{0}} die orthonormalen Eigenvektoren {\displaystyle \textstyle |n^{0}\rangle } und Eigenwerte {\displaystyle \textstyle E_{n}^{0}} bekannt. Zusätzlich sollen die Eigenwerte des ungestörten Problems nicht entartet sein.
Der Ansatz zur Lösung des kompletten Eigenwertproblems besteht in einer Potenzreihe in {\displaystyle \lambda } für die gestörten Eigenwerte und -zustände:
{\displaystyle |n\rangle =\sum _{i=0}^{\infty }\lambda ^{i}|n^{i}\rangle =|n^{0}\rangle +\lambda |n^{1}\rangle +\lambda ^{2}|n^{2}\rangle +\ldots }
{\displaystyle E_{n}=\sum _{i=0}^{\infty }\lambda ^{i}E_{n}^{i}=E_{n}^{0}+\lambda E_{n}^{1}+\lambda ^{2}E_{n}^{2}+\ldots }
Man nennt die {\displaystyle |n^{i}\rangle } und {\displaystyle E_{n}^{i}} die Korrekturen {\displaystyle i}-ter Ordnung des Systems. Konvergiert die Reihe, so erhält man auf diese Weise den Eigenzustand {\displaystyle |n\rangle } des gestörten Systems mit Hamilton-Operator {\displaystyle H} und dessen Energie {\displaystyle E_{n}},
{\displaystyle H|n\rangle =E_{n}|n\rangle }
bzw. durch Abbruch der Reihe eine Approximation der entsprechenden Ordnung an diese.
Einsetzen der Potenzreihen liefert mit der Konvention {\displaystyle \textstyle |n^{-1}\rangle =0}
{\displaystyle \sum _{i=0}^{\infty }\lambda ^{i}\left(H_{0}|n^{i}\rangle +H_{1}|n^{i-1}\rangle \right)=\sum _{i=0}^{\infty }\lambda ^{i}\sum _{j=0}^{i}E_{n}^{j}|n^{i-j}\rangle }
beziehungsweise durch Koeffizientenvergleich die Folge von Gleichungen
{\displaystyle H_{0}|n^{i}\rangle +H_{1}|n^{i-1}\rangle =\sum _{j=0}^{i}E_{n}^{j}|n^{i-j}\rangle }
Diese Gleichungen können iterativ nach {\displaystyle E_{n}^{i}} und {\displaystyle |n^{i}\rangle } aufgelöst werden. Dabei ist die Lösung nicht eindeutig bestimmt, denn aus der Gleichung für {\displaystyle i=1} ist erkennbar, dass jede Linearkombination von {\displaystyle |n^{1}\rangle } und {\displaystyle |n^{0}\rangle } eine gültige Lösung ist. Eine geeignete zusätzliche Annahme zur eindeutigen Bestimmung der Störterme ist die Forderung nach der Normiertheit der Zustände:
{\displaystyle \langle n^{i}|n^{i}\rangle =1}
Da der Zustand {\displaystyle |n\rangle } ebenfalls normiert sein soll, folgt mit
{\displaystyle 1=\langle n|n\rangle =\sum _{i=0}^{\infty }\lambda ^{i}\sum _{j=0}^{i}\langle n^{j}|n^{i-j}\rangle =1+\sum _{i=1}^{\infty }\lambda ^{i}\sum _{j=0}^{i}\langle n^{j}|n^{i-j}\rangle }
insbesondere für das Verhältnis zwischen dem Störterm erster Ordnung und dem ungestörten Zustand
{\displaystyle \langle n^{0}|n^{1}\rangle +\langle n^{1}|n^{0}\rangle =2\operatorname {Re} \langle n^{0}|n^{1}\rangle =0}
Das Skalarprodukt zwischen ungestörtem Zustand und der ersten Korrektur ist also rein imaginär. Mittels einer geeigneten Wahl der Phase von {\displaystyle |n\rangle }, also einer Eichtransformation, kann erreicht werden, dass ebenfalls der Imaginärteil verschwindet, denn es gilt:
{\displaystyle |n\rangle \to |n'\rangle =e^{-\mathrm {i} \lambda \alpha }|n\rangle =\sum _{i=0}^{\infty }\lambda ^{i}\sum _{j=0}^{i}{\frac {1}{j!}}(-\mathrm {i} \alpha )^{j}|n^{i-j}\rangle }
und somit
{\displaystyle \langle {n^{0}}'|{n^{1}}'\rangle =-\mathrm {i} \alpha +\langle n^{0}|n^{1}\rangle }.
Aufgrund der freien Wahl der Phase {\displaystyle \lambda \alpha } folgt {\displaystyle \langle n^{0}|n^{1}\rangle =0}. Dadurch, dass die Zustände {\displaystyle |n^{0}\rangle } und {\displaystyle |n^{1}\rangle } orthogonal sind, erhält man in erster Ordnung die Korrekturen
{\displaystyle E_{n}^{1}=\langle n^{0}|H_{1}|n^{0}\rangle }
{\displaystyle |n^{1}\rangle =\sum _{m\,(\neq n)}\,|m^{0\,}\rangle \,{\frac {\langle m^{0}|H_{1}|n^{0}\rangle }{E_{n}^{0}-E_{m}^{0}}}}
und für die Korrektur der Energie in zweiter Ordnung
{\displaystyle E_{n}^{2}=\sum _{m\,(\neq n)}{\frac {\left|\langle m^{0}|H_{1}|n^{0}\rangle \right|^{2}}{E_{n}^{0}-E_{m}^{0}}}\,=\langle n^{0}|H_{1}|n^{1}\rangle \,.}

### Herleitung der Korrekturen erster und zweiter Ordnung
Die Zustände {\displaystyle |n^{i}\rangle } lassen sich nach den orthonormalen Eigenzuständen des ungestörten Problems aufgrund deren Vollständigkeit entwickeln. Bei dieser Darstellung der Korrekturen ist jedoch nur der Projektor auf den zu {\displaystyle |n^{0}\rangle } orthogonalen Unterraum zu verwenden:
{\displaystyle |n^{1}\rangle =\sum _{m(\neq n)}|m^{0}\rangle \langle m^{0}|n^{1}\rangle =\sum _{m(\neq n)}c_{m}^{1}|m^{0}\rangle }
{\displaystyle |n^{2}\rangle =\sum _{m(\neq n)}|m^{0}\rangle \langle m^{0}|n^{2}\rangle =\sum _{m(\neq n)}c_{m}^{2}|m^{0}\rangle }

#### Energiekorrektur erster Ordnung
Die Gleichung erster Ordnung lautet:
{\displaystyle H_{0}|n^{1}\rangle +H_{1}|n^{0}\rangle =E_{n}^{0}|n^{1}\rangle +E_{n}^{1}|n^{0}\rangle \,.}
Multipliziert man von links {\displaystyle \langle n^{0}|} und nutzt dabei die Bra-Eigenwertgleichung {\displaystyle \langle n^{0}|H_{0}=E_{n}^{0}\langle n^{0}|} des ungestörten Hamiltonoperators sowie die Orthonormalität {\displaystyle \langle n^{0}|n^{1}\rangle =0} aus
{\displaystyle \underbrace {\langle n^{0}|H_{0}|n^{1}\rangle } _{=E_{n}^{0}\langle n^{0}|n^{1}\rangle =0}+\langle n^{0}|H_{1}|n^{0}\rangle =E_{n}^{0}\underbrace {\langle n^{0}|n^{1}\rangle } _{=0}+E_{n}^{1}\underbrace {\langle n^{0}|n^{0}\rangle } _{=1}}
erhält man die Energiekorrektur erster Ordnung:
{\displaystyle E_{n}^{1}=\langle n^{0}|H_{1}|n^{0}\rangle \,.}

#### Zustandskorrektur erster Ordnung
Die Gleichung erster Ordnung mit entwickeltem {\displaystyle |n^{1}\rangle } lautet:
{\displaystyle H_{0}\sum _{m(\neq n)}c_{m}^{1}|m^{0}\rangle +H_{1}|n^{0}\rangle =E_{n}^{0}\sum _{m(\neq n)}c_{m}^{1}|m^{0}\rangle +E_{n}^{1}|n^{0}\rangle \,.}
Nun multipliziert man von links {\displaystyle \langle k^{0}|\,(\neq \langle n^{0}|)} und erhält
{\displaystyle \sum _{m(\neq n)}c_{m}^{1}\underbrace {\langle k^{0}|H_{0}|m^{0}\rangle } _{=E_{m}^{0}\delta _{k,m}}+\langle k^{0}|H_{1}|n^{0}\rangle =E_{n}^{0}\sum _{m(\neq n)}c_{m}^{1}\underbrace {\langle k^{0}|m^{0}\rangle } _{=\delta _{k,m}}+E_{n}^{1}\underbrace {\langle k^{0}|n^{0}\rangle } _{=0\ (k\neq n)}\,.}
Das ergibt die Entwicklungskoeffizienten {\displaystyle c_{k}^{1}}
{\displaystyle c_{k}^{1}E_{k}^{0}+\langle k^{0}|H_{1}|n^{0}\rangle =E_{n}^{0}c_{k}^{1}\quad \Rightarrow \quad c_{k}^{1}={\frac {\langle k^{0}|H_{1}|n^{0}\rangle }{E_{n}^{0}-E_{k}^{0}}}\,,}
und eingesetzt in obige Entwicklung nach den Eigenzuständen des ungestörten Problems erhält man die Zustandskorrektur erster Ordnung:
{\displaystyle |n^{1}\rangle =\sum _{k(\neq n)}c_{k}^{1}|k^{0}\rangle =\sum _{k(\neq n)}|k^{0}\rangle {\frac {\langle k^{0}|H_{1}|n^{0}\rangle }{E_{n}^{0}-E_{k}^{0}}}\,.}

#### Energiekorrektur zweiter Ordnung
Die Gleichung zweiter Ordnung ist
{\displaystyle H_{0}|n^{2}\rangle +H_{1}|n^{1}\rangle =E_{n}^{0}|n^{2}\rangle +E_{n}^{1}|n^{1}\rangle +E_{n}^{2}|n^{0}\rangle \,.}
Multipliziert man von links {\displaystyle \langle n^{0}|} und nutzt dabei die Bra-Eigenwertgleichung {\displaystyle \langle n^{0}|H_{0}=E_{n}^{0}\langle n^{0}|} des ungestörten Hamiltonoperators sowie die Orthonormalität {\displaystyle \langle n^{0}|n^{1}\rangle =0} aus, so erhält man
{\displaystyle \underbrace {\langle n^{0}|\left(H_{0}-E_{n}^{0}\right)|n^{2}\rangle } _{=\left(E_{n}^{0}-E_{n}^{0}\right)\langle n^{0}|n^{2}\rangle =0}+\langle n^{0}|H_{1}|n^{1}\rangle =E_{n}^{1}\underbrace {\langle n^{0}|n^{1}\rangle } _{=0}+E_{n}^{2}\underbrace {\langle n^{0}|n^{0}\rangle } _{=1}\,.}
So ergibt sich die Energiekorrektur zweiter Ordnung, wobei man {\displaystyle |n^{1}\rangle } aus erster Ordnung einsetzt:
{\displaystyle E_{n}^{2}=\langle n^{0}|H_{1}|n^{1}\rangle =\sum _{k(\neq n)}{\frac {\langle n^{0}|H_{1}|k^{0}\rangle \langle k^{0}|H_{1}|n^{0}\rangle }{E_{n}^{0}-E_{k}^{0}}}=\sum _{k(\neq n)}{\frac {|\langle k^{0}|H_{1}|n^{0}\rangle |^{2}}{E_{n}^{0}-E_{k}^{0}}}\,.}

#### Zustandskorrektur zweiter Ordnung
Die Gleichung zweiter Ordnung mit entwickeltem {\displaystyle |n^{1}\rangle } und {\displaystyle |n^{2}\rangle } lautet:
{\displaystyle H_{0}\sum _{m(\neq n)}c_{m}^{2}|m^{0}\rangle +H_{1}\sum _{m(\neq n)}c_{m}^{1}|m^{0}\rangle =E_{n}^{0}\sum _{m(\neq n)}c_{m}^{2}|m^{0}\rangle +E_{n}^{1}\sum _{m(\neq n)}c_{m}^{1}|m^{0}\rangle +E_{n}^{2}|n^{0}\rangle \,.}
Nun multipliziert man von links mit {\displaystyle \langle k^{0}|\,(\neq \langle n^{0}|)} und erhält
{\displaystyle \sum _{m(\neq n)}c_{m}^{2}\underbrace {\langle k^{0}|H_{0}|m^{0}\rangle } _{=E_{m}^{0}\delta _{k,m}}+\sum _{m(\neq n)}c_{m}^{1}\langle k^{0}|H_{1}|m^{0}\rangle =E_{n}^{0}\sum _{m(\neq n)}c_{m}^{2}\underbrace {\langle k^{0}|m^{0}\rangle } _{=\delta _{k,m}}+E_{n}^{1}\sum _{m(\neq n)}c_{m}^{1}\underbrace {\langle k^{0}|m^{0}\rangle } _{=\delta _{k,m}}+E_{n}^{2}\underbrace {\langle k^{0}|n^{0}\rangle } _{=0\ (k\neq n)}\,.}
So erhält man die Entwicklungskoeffizienten zweiter Ordnung, {\displaystyle c_{k}^{2}}:
{\displaystyle c_{k}^{2}E_{k}^{0}+\sum _{m(\neq n)}c_{m}^{1}\langle k^{0}|H_{1}|m^{0}\rangle =E_{n}^{0}c_{k}^{2}+E_{n}^{1}c_{k}^{1}\quad \Rightarrow \quad c_{k}^{2}=\sum _{m(\neq n)}{\frac {\langle k^{0}|H_{1}|m^{0}\rangle c_{m}^{1}}{E_{n}^{0}-E_{k}^{0}}}-{\frac {c_{k}^{1}E_{n}^{1}}{E_{n}^{0}-E_{k}^{0}}}\,.}
Mit {\displaystyle c_{m}^{1}=\langle m^{0}|H_{1}|n^{0}\rangle /(E_{n}^{0}-E_{m}^{0})} und {\displaystyle c_{k}^{1}=\langle k^{0}|H_{1}|n^{0}\rangle /(E_{n}^{0}-E_{k}^{0})} sowie {\displaystyle E_{n}^{1}=\langle n^{0}|H_{1}|n^{0}\rangle } erhält man schließlich:
{\displaystyle c_{k}^{2}=\sum _{m(\neq n)}{\frac {\langle k^{0}|H_{1}|m^{0}\rangle \langle m^{0}|H_{1}|n^{0}\rangle }{\left(E_{n}^{0}-E_{k}^{0}\right)\left(E_{n}^{0}-E_{m}^{0}\right)}}-{\frac {\langle k^{0}|H_{1}|n^{0}\rangle \langle n^{0}|H_{1}|n^{0}\rangle }{\left(E_{n}^{0}-E_{k}^{0}\right)^{2}}}\,.}
Die Zustandskorrektur zweiter Ordnung, entwickelt nach den Eigenzuständen des ungestörten Problems, ist somit:
{\displaystyle |n^{2}\rangle =\sum _{k(\neq n)}c_{k}^{2}|k^{0}\rangle =\sum _{k(\neq n)}\sum _{m(\neq n)}|k^{0}\rangle {\frac {\langle k^{0}|H_{1}|m^{0}\rangle \langle m^{0}|H_{1}|n^{0}\rangle }{\left(E_{n}^{0}-E_{k}^{0}\right)\left(E_{n}^{0}-E_{m}^{0}\right)}}-\sum _{k(\neq n)}|k^{0}\rangle {\frac {\langle k^{0}|H_{1}|n^{0}\rangle \langle n^{0}|H_{1}|n^{0}\rangle }{\left(E_{n}^{0}-E_{k}^{0}\right)^{2}}}\,.}

### Bemerkungen, insbesondere zur Konvergenz
Die Energiekorrektur {\displaystyle k}-ter Ordnung lässt sich allgemein angeben:
{\displaystyle E_{n}^{k}=\langle n^{0}|H_{1}|n^{k-1}\rangle \ ,\quad k\in \mathbb {N} }
Zur Berechnung muss allerdings die Zustandskorrektur {\displaystyle (k-1)}-ter Ordnung, {\displaystyle \psi ^{(k-1)}=|n^{k-1}\rangle \,,} bekannt sein.
Eine notwendige Bedingung für die Konvergenz einer störungstheoretischen Entwicklung ist, dass die Beiträge der Wellenfunktionen höherer Ordnung klein gegenüber denen niedrigerer Ordnung sind. Terme höherer Ordnung unterscheiden sich um Faktoren der Größenordnung {\displaystyle \langle m^{0}|H_{1}|n^{0}\rangle /\left|E_{n}^{0}-E_{m}^{0}\right|} von denen niedrigerer Ordnung. Somit folgt die Bedingung:
{\displaystyle \left|{\frac {\langle m^{0}|H_{1}|n^{0}\rangle }{E_{n}^{0}-E_{m}^{0}}}\right|\ll 1}   für   {\displaystyle m\neq n}
Im Allgemeinen ist diese Bedingung jedoch nicht hinreichend. Allerdings ist es bei divergierenden Reihen möglich, dass die Näherungen niedriger Ordnung die exakte Lösung gut approximieren (asymptotische Konvergenz).
An dem Ergebnis für {\displaystyle E_{n}^{2}} ist das Vorzeichen bemerkenswert: Bei Verschwinden der Effekte erster Ordnung wird die Grundzustandsenergie {\displaystyle E_{0}\approx E_{0}^{0}+E_{0}^{2}} durch die Störung stets energetisch erniedrigt gegenüber {\displaystyle E_{0}^{0}}, und zwar durch Beimischung höherer angeregter Zustände (siehe {\displaystyle |n^{1}\rangle }, Energie-Erniedrigung durch „Polarisation“).
{\displaystyle E_{0}^{2}=-\sum _{m\,(\neq 0)}{\frac {\left|\langle m^{0}|H_{1}|0^{0}\rangle \right|^{2}}{E_{m}^{0}-E_{0}^{0}}}<0}   da stets   {\displaystyle E_{m}^{0}-E_{0}^{0}>0}

Zur Konvergenz ist noch zu bemerken, dass man mit der Frage nach ihrer Gültigkeit auf sehr tiefliegende Probleme geführt wird. Selbst ein scheinbar so einfaches Beispiel wie ein „gestörter harmonischer Oszillator“ mit dem Hamilton-Operator {\displaystyle H={\frac {p^{2}}{2m}}+{\frac {m\omega _{0}^{2}x^{2}}{2}}+\lambda x^{4}} ist nichtkonvergent, selbst für {\displaystyle \lambda >0.} Denn bei Konvergenz wäre das System sogar holomorph („analytisch“) bezüglich {\displaystyle \lambda } und besäße somit sogar einen positiven Konvergenzradius {\displaystyle R_{\lambda }>0.} Dies stünde im Widerspruch zu der Tatsache, dass für kleine negative Werte des Störparameters {\displaystyle \lambda }, d. h. noch innerhalb des Konvergenzkreises, der Hamiltonoperator sogar nach unten unbeschränkt wäre und folglich gar kein diskretes Spektrum besitzen könnte.
An diesem nur scheinbar einfachen Beispiel, das in vielen Veranstaltungen als Standardaufgabe für den Formalismus der Störungsrechnung dient, sieht man, wie tiefliegend die Probleme eigentlich sind, und dass man sich von Anfang an damit begnügen sollte, dass die Störungsreihe in allen Fällen, selbst bei Nichtkonvergenz, als „asymptotische Näherung“ einen Sinn ergibt, in den meisten Fällen „nur“ als asymptotische Näherung. Man sollte aber auf jeden Fall erkennen, dass sie auch unter diesen Umständen wertvoll bleibt. In konkreten Fällen ist es darüber hinaus möglich, Gültigkeitsbereiche für die Näherungen anzugeben.

### Zeitunabhängige Störungstheorie mit Entartung
Die {\displaystyle |m^{0}\rangle } sind die Eigenfunktionen zum ungestörten Operator {\displaystyle H_{0}} mit den entsprechenden Eigenwerten {\displaystyle E_{m}^{0}}.
Hier erkennt man auch das Problem bei der Behandlung von entarteten Zuständen in der Störungstheorie, da die Nenner verschwinden würden. Um dieses Problem zu lösen, muss eine unitäre Transformation durchgeführt werden, um in den entarteten Eigenräumen {\displaystyle H_{0}} und {\displaystyle H_{1}} zu diagonalisieren. Danach treten die problematischen nichtdiagonalen Quadrate nicht mehr auf.
Es liege jetzt ohne Störung Entartung vor (z. B. {\displaystyle E_{1}^{0}=E_{2}^{0}=\ldots =E_{n}^{0}}). Dann erhält man die (nicht notwendig verschiedenen) Energiewerte {\displaystyle E_{\rho }^{1}} , für {\displaystyle \rho =1,\dots ,n}, und die zugehörigen Eigenvektoren {\displaystyle {\vec {c}}_{\rho }\,:=\,(c_{1}^{\rho },c_{2}^{\rho },\dots ,c_{n}^{\rho })} durch Diagonalisierung der hermiteschen {\displaystyle n\times n}-Matrix {\displaystyle \langle \nu ^{0}|H_{1}|\mu ^{0}\rangle }, für {\displaystyle \mu ,\nu =1,\dots ,n}. Die auf diese Weise erhaltenen Zustandsvektoren {\displaystyle |\psi _{\rho }^{0}\rangle \,:=\,\sum _{\nu =1}^{n}\,c_{\nu }^{\rho }\,|n_{\nu }^{0}\rangle } nennt man „die richtigen Linearkombinationen“ nullter Näherung ({\displaystyle \rho =1,\dots ,n}).

## Zeitabhängige Störungstheorie
Zeitabhängige Störungstheorie findet ihre Anwendung zur Beschreibung von einfachen Problemen, wie der inkohärenten Bestrahlung von Atomen durch Photonen oder bietet ein Verständnis für induzierte Absorption bzw. Emission von Photonen. Zur vollständigen Beschreibung sind jedoch die weitaus komplizierteren Quantenfeldtheorien nötig. Außerdem lassen sich wichtige Gesetze wie Fermis Goldene Regel ableiten.
In der Quantenmechanik wird die Zeitentwicklung eines Zustandes durch die Schrödingergleichung bestimmt. {\displaystyle \displaystyle H(t)} beschreibt eine Familie von Hamiltonoperatoren. Gewöhnlich sind diese allerdings nicht zeitabhängig.
Auch jetzt können die Systeme scheinbar separat behandelt werden:
{\displaystyle \mathrm {i} \hbar {\frac {\partial }{\partial t}}\Psi =H(t)\Psi (t)}
Die Gleichung wird formal durch einen Zeitentwicklungsoperator {\displaystyle \displaystyle U(t,t_{0})} gelöst, der die Zustände zu verschiedenen Zeiten verbindet und folgende Eigenschaften hat.
{\displaystyle {\begin{aligned}\mathrm {i} \hbar {\frac {\partial }{\partial t}}U(t,t_{0})&=H(t)U(t,t_{0})\\U(t_{1},t_{2})U(t_{2},t_{3})&=U(t_{1},t_{3})\\U(t,t)&=1\\\end{aligned}}}
Die allgemeine Lösung zu einer Anfangsbedingung wie {\displaystyle \displaystyle \Psi (t_{0})=\Psi _{0}} ist damit
{\displaystyle \displaystyle \Psi (t)=U(t,t_{0})\Psi _{0}.}

### Dyson-Reihe des Zeitentwicklungsoperators
Aus der Schrödingergleichung für den Zeitentwicklungsoperator lässt sich durch einfache Integration eine entsprechende Integralgleichung ableiten
{\displaystyle U(t,t_{0})=1-{\tfrac {\mathrm {i} }{\hbar }}\int _{t_{0}}^{t}dt_{1}H(t_{1})U(t_{1},t_{0})}
Durch Iteration, indem immer wieder die Gleichung in sich selbst eingesetzt wird, entsteht die sogenannte Dyson-Reihe
{\displaystyle {\begin{aligned}U(t,t_{0})=&1-{\tfrac {\mathrm {i} }{\hbar }}\int _{t_{0}}^{t}dt_{1}H(t_{1})+\left(-{\tfrac {\mathrm {i} }{\hbar }}\right)^{2}\int _{t_{0}}^{t}dt_{1}\int _{t_{0}}^{t_{1}}dt_{2}H(t_{1})H(t_{2})+...\\&+\left(-{\tfrac {\mathrm {i} }{\hbar }}\right)^{n}\int _{t_{0}}^{t}dt_{1}...\int _{t_{0}}^{t_{n-1}}dt_{n}H(t_{1})...H(t_{n})\end{aligned}}}
Schließlich kann man diesen Ausdruck noch weiter formalisieren durch die Einführung des Zeitordnungsoperators {\displaystyle \displaystyle T}. Dieser wirkt auf einen zeitabhängigen Operator {\displaystyle H(t)} in der Weise, dass
{\displaystyle \displaystyle TH(t_{1})...H(t_{n})=H(t_{1})...H(t_{n}),{\text{ falls }}t_{1}\leq ...\leq t_{n}.}
Andernfalls werden die Argumente entsprechend vertauscht. Durch Anwendung auf die Integranden in der Dyson-Reihe kann nun bei jeder Integration bis {\displaystyle \displaystyle t} integriert werden, welches mit dem Faktor {\displaystyle \displaystyle n!} ausgeglichen wird. Die Reihe bekommt damit die formale Form der Taylorreihe der Exponentialfunktion.
{\displaystyle {\begin{aligned}U(t,t_{0})=&1-{\tfrac {\mathrm {i} }{\hbar }}\int _{t_{0}}^{t}dt_{1}H(t_{1})+\left(-{\tfrac {\mathrm {i} }{\hbar }}\right)^{2}\int _{t_{0}}^{t}dt_{1}\int _{t_{0}}^{t_{1}}dt_{2}H(t_{1})H(t_{2})+...\\&+\left(-{\tfrac {\mathrm {i} }{\hbar }}\right)^{n}\int _{t_{0}}^{t}dt_{1}...\int _{t_{0}}^{t_{n-1}}dt_{n}H(t_{1})...H(t_{n})\\=&1-{\tfrac {\mathrm {i} }{\hbar }}\int _{t_{0}}^{t}dt_{1}TH(t_{1})+{\frac {1}{2}}\left(-{\tfrac {\mathrm {i} }{\hbar }}\right)^{2}\int _{t_{0}}^{t}dt_{1}\int _{t_{0}}^{t}dt_{2}TH(t_{1})H(t_{2})+...\\&+{\frac {1}{n!}}\left(-{\tfrac {\mathrm {i} }{\hbar }}\right)^{n}\int _{t_{0}}^{t}dt_{1}...\int _{t_{0}}^{t}dt_{n}TH(t_{1})...H(t_{n})\\=&Te^{-{\tfrac {\mathrm {i} }{\hbar }}\int _{t_{0}}^{t}dt'H(t')}\end{aligned}}}
Damit ist das Zeitentwicklungsproblem für jeden Hamiltonoperator gelöst. Die Dyson-Reihe ist eine Neumann-Reihe.

### Störungen im Wechselwirkungsbild
Betrachtet man einen allgemeinen Hamiltonoperator {\displaystyle \displaystyle H(t)}, so lässt sich dieser in den freien Hamiltonoperator {\displaystyle \displaystyle H_{0}} und einen Wechselwirkungsterm {\displaystyle V(t)=\displaystyle H(t)-H_{0}} zerlegen. Wir wechseln nun in der Anschauung vom hier verwendeten Schrödingerbild hin zum Dirac-Bild (bzw. Wechselwirkungsbild; siehe auch Mathematische Struktur der Quantenmechanik#Zeitliche Entwicklung). Im Wechselwirkungsbild wird die Zeitentwicklung, die auf dem zeitunabhängigen Hamiltonoperator {\displaystyle H_{0}} beruht von den Zuständen auf die Operatoren „gezogen“. {\displaystyle \displaystyle H_{0}} lässt dies unberührt: {\displaystyle U_{0}^{\dagger }H_{0}U_{0}=U_{0}^{\dagger }U_{0}H_{0}=H_{0}}, wobei {\displaystyle \displaystyle U_{0}(t,t_{0})=\exp \left(-{\tfrac {\mathrm {i} }{\hbar }}H_{0}\,(t-t_{0})\right)} der Zeitentwicklungsoperator für {\displaystyle \displaystyle H_{0}} ist. Für den Wechselwirkungsteil entsteht der neue Operator {\displaystyle \displaystyle H_{1}(t)}
{\displaystyle H_{1}(t)=U_{0}(t,t_{0})^{-1}\,V(t)\,U_{0}(t,t_{0})}
Hinweis: Man hätte auch die suggestivere Bezeichnung V1 wählen können.
Der Zeitentwicklungsoperator {\displaystyle \displaystyle U_{1}(t,t_{0})} für {\displaystyle H_{1}(t)} ist durch die sogenannte Dyson-Reihe gegeben:
{\displaystyle \displaystyle U_{1}(t,t_{0})=Te^{-{\tfrac {\mathrm {i} }{\hbar }}\int _{t_{0}}^{t}dt'H_{1}(t')}}
Die Zeitentwicklung des gesamten Hamiltonoperators ist damit gegeben durch
{\displaystyle \displaystyle U(t,t_{0})=U_{0}(t,t_{0})U_{1}(t,t_{0})}
Hinweis: Dies erfüllt die entsprechende Differentialgleichung
Betrachtet man nun die Übergangsraten {\displaystyle W_{i\rightarrow f}(t,t_{0})} (physikalische Dimension: Zahl der erfolgreichen Übergangsversuche/(Zahl der Übergangsversuche mal Zeitdauer) ) zwischen Eigenzuständen {\displaystyle \displaystyle \Phi _{i},\Phi _{f}} des ungestörten Hamiltonoperators, so ist es möglich nur mit der Zeitentwicklung von {\displaystyle \displaystyle H_{1}(t)} auszukommen, das heißt
{\displaystyle W_{i\rightarrow f}(t,t_{0})\propto \left|\left(\Phi _{i},U(t,t_{0})\Phi _{f}\right)\right|^{2}=\left|\left(\Phi _{i},U_{1}(t,t_{0})\Phi _{f}\right)\right|^{2}.}
Bemerkenswerterweise geht hier nur das Betragsquadrat des Matrixelements ein. Nichtdiagonale Matrixelemente treten nicht auf (was dagegen bei kohärenten Prozessen der Fall wäre, z. B. beim Laser), weil die freie Zeitentwicklung der Eigenzustände lediglich eine komplexe Zahl mit Betrag 1 ist. Man muss dabei nur berücksichtigen, dass die Wellenfunktionen im Schrödingerbild aus denen im Wechselwirkungsbild durch Multiplikation mit e-Funktionen der Art {\displaystyle \exp(-\mathrm {i} E_{f}t)} hervorgehen.

### Übergangsrate in erster Ordnung („Fermis Goldene Regel“)
{\displaystyle \displaystyle U_{1}(t,t_{0})} kann mit Hilfe der Dyson-Reihe genähert werden. In der ersten Ordnung wird nur der erste Term dieser Reihe berücksichtigt
{\displaystyle U_{1}(t,t_{0})=\mathrm {1} -{\tfrac {\mathrm {i} }{\hbar }}\int _{t_{0}}^{t}dt'H_{1}(t').}
Die Übergangsrate ergibt sich dann nach Rechnung zu folgendem Ausdruck, wobei {\displaystyle E_{f}} und {\displaystyle E_{i}} die entsprechenden Eigenenergien sind und {\displaystyle \displaystyle H_{1}(t)} wieder wie oben ersetzt wurde:
{\displaystyle W_{i\rightarrow f}(t,t_{0})=\left|\int _{t_{0}}^{t}dt'\,\left(\Phi _{f},H_{1}(t')\Phi _{i}\right)\,e^{{\tfrac {\mathrm {i} }{\hbar }}(t'-t_{0})(E_{f}-E_{i})}\right|^{2}.}
(Die Exponentialfaktoren entstehen durch Einsetzen der U-Operatoren).
Nimmt man an, dass die Störung nur von zeitlich begrenzter Dauer ist, dann kann man den Startpunkt unendlich weit zurückschieben und den Zielpunkt unendlich weit in die Zukunft legen:
{\displaystyle W_{i\rightarrow f}=\lim _{t_{0}\rightarrow -\infty ,t\rightarrow \infty }W_{i\rightarrow f}(t,t_{0})\,.}
Dadurch entsteht die Fouriertransformierte des Betragsquadrates des Skalarproduktes. Das ergibt das Betragsquadrat der Fouriertransformierten, die meistens geschrieben wird als {\displaystyle V_{i\to f}(\omega ),} multipliziert mit einer Deltafunktion {\displaystyle {\frac {2\pi }{\hbar }}\delta (E_{i}-E_{f}-\hbar \omega ),} welche einerseits als Fouriertransformierte der reellen Achse interpretiert werden kann (also im Wesentlichen das „pro Zeiteinheit“ in der Definition „Übergangsrate = Übergangswahrscheinlichkeit pro Zeiteinheit=Ableitung der Übergangswahrscheinlichkeit nach der Zeit“ repräsentiert) und andererseits die Energieerhaltung explizit macht.
Mit den Abkürzungen {\displaystyle V_{i\rightarrow f}(\omega )} und dem Energieausdruck {\displaystyle \omega _{if}=(E_{i}-E_{f})/\hbar } schreibt sich die Übergangsrate schließlich:
{\displaystyle W_{i\to f}={\frac {2\pi }{\hbar }}\,\left|{V}_{i\to f}(\omega )\right|^{2}\,\delta (E_{f}-E_{i}-\hbar \omega ).}
Zur Sicherheit überprüft man die Dimensionen: {\displaystyle W_{i\to f}(\omega )} hat die Dimension 1/Zeit, wie man es für eine Übergangsrate erwartet. Die rechte Seite ergibt ebenfalls diese Dimension, weil die Deltafunktion die Dimension 1/E hat, während die Dimension von {\displaystyle V(\omega )} gleich {\displaystyle E} ist und {\displaystyle \hbar } die Dimension (Zeit • Energie) hat.
Man kann hier bei gegebenem {\displaystyle i} über die Endzustände {\displaystyle f} integrieren, {\displaystyle f\to K(f)}; oder umgekehrt, {\displaystyle i\to K(i)}; oder bei festem {\displaystyle i} und {\displaystyle f} über die Frequenz {\displaystyle \omega } eines zugeschalteten Feldes („induzierte Absorption“) und erhält dann (z. B. für ein Kontinuum von Endzuständen) Formeln der Art
{\displaystyle W_{i\to K(f)}={\frac {2\pi }{\hbar }}\,\,{\overline {\left|{V_{i\to f}(\omega )}\right|^{2}}}\,\rho _{f}(E_{i}+\hbar \omega )}.
Diese Formel, oder die vorangegangene Beziehung, ist auch als Fermis Goldene Regel bekannt.
Hierbei ist {\displaystyle \rho _{f}} die Energiedichte der Endzustände (physikalische Dimension: 1/E) und der Querstrich auf der rechten Seite über dem Matrixelement bezeichnet eine Mittelung. Durch die Integration ist jetzt die Deltafunktion verschwunden. In der Dimensionsanalyse ersetzt die Energiedichte {\displaystyle \rho _{f}}  (Dimension: 1/E) eine Summation (bzw. Integration) über die Deltafunktion.

### Bemerkung („Kohärenz“ ↔ „Inkohärenz“)
Die Mittelung in diesem Falle ist „quadratisch“, also als inkohärent zu bezeichnen (Nichtdiagonalelemente gehen nicht ein). An dieser Stelle, d. h. durch diese Näherung, die ungültig wird, wenn man wie beim Laser kohärent mitteln muss, befindet sich die „Bruchstelle“ zwischen der (reversiblen) Quantenmechanik und der (in wesentlichen Teilen irreversiblen) Statistischen Physik.

### Elementare Darstellung
Im Folgenden wird eine wenig formale, fast „elementar“ zu nennende Darstellung gegeben, die auf ein bekanntes Buch von Siegfried Flügge zurückgeht:
Es sei V(t)=Vω e−iω t+V-ω e+iω t oder gleich einer Summe bzw. einem Integral solcher Terme mit verschiedenen Kreisfrequenzen ω, wobei die Operatoren wegen der Hermitizität von V(t) stets V-ω {\displaystyle \equiv } Vω+ erfüllen müssen (d. h. die beiden Operatoren V-ω und V+ω müssen zueinander „adjungiert“ sein).
Es wird nun zunächst der Operator H0 diagonalisiert: Der Einfachheit wird ein vollständig diskretes Eigenfunktionssystem ψn mit den nicht entarteten zugehörigen Eigenwerten En (={\displaystyle \hbar \omega _{n}}) angenommen, und es wird zusätzlich angenommen, dass ein beliebiger Zustand des Systems  „H0+V(t)“  erhalten werden kann, indem man die Zustände ψn mit zeitabhängigen komplexen Funktionen cn(t) multipliziert (d. h. die aus dem Schrödingerbild bekannten Entwicklungskoeffizienten cn werden jetzt zeitabhängige Funktionen).
Man startet zur Zeit t0 mit einem Zustand c0=1, cn=0 sonst. Die Übergangsrate ist jetzt einfach der Limes |cj(t)|2/(t-t0), genommen im doppelten Limes t → ∞, t0 → -∞, und man erhält die angegebenen Ergebnisse.

## Anwendung
- Rabi-Formel in der Spektroskopie
- Fermis Goldene Regel
- Myonenspinspektroskopie
- Gestörte Gamma-Gamma-Winkelkorrelation

### Spezifisch
- Luigi E. Picasso, Luciano Bracci, Emilio d’Emilio: Perturbation Theory in Quantum Mechanics. In: Giuseppe Gaeta (Hrsg.): Perturbation Theory (= Encyclopedia of Complexity and Systems Science Series). Springer US, New York, NY 2022, ISBN 978-1-07-162620-7, S. 47–77, doi:10.1007/978-1-0716-2621-4_402 (englisch).
- Dae Mann Kim: The Perturbation Theory. In: Introductory Quantum Mechanics for Applied Nanotechnology. Wiley-VCH Verlag GmbH & Co. KGaA, Weinheim, Germany 2015, ISBN 978-3-527-67719-1, S. 105–116, doi:10.1002/9783527677191.ch9 (englisch).